# Stolokrosuchus
Stolokrosuchus — вимерлий рід крокодиломорфів неозухії, що мешкав у ранній крейді. Його скам'янілості, включаючи череп з довгою тонкою мордою та кістковими горбками на передній частині, були знайдені в Нігері. Stolokrosuchus був описаний у 2000 році Гансом Ларссоном і Бубакаром Гадо. Типовим видом є S. lapparenti. Спочатку вони описали його як спорідненого з Peirosauridae, якщо не членом цієї родини. Одне дослідження показало, що це пов’язано з Elosuchus. Однак у більш пізніх роботах зазвичай виявляється, що Stolokrosuchus є одним із найбільш базальних неозухів, лише віддалено пов’язаних з елосухідами чи фолідозавридом Elosuchus.